# Новобадраково
Новобадра́ково (рос. Новобадраково, башк. Яңы Баҙраҡ) — присілок у складі Дюртюлинського району Башкортостану, Росія. Входить до складу Учпілинської сільської ради.
Населення — 26 осіб (2010; 36 у 2002).
Національний склад:
- марійці — 97 %